# Dendrotrophe platyphylla
Dendrotrophe platyphylla är en tvåhjärtbladig växtart som först beskrevs av Spreng., och fick sitt nu gällande namn av N.H.Xia & M.G.Gilbert. Dendrotrophe platyphylla ingår i släktet Dendrotrophe och familjen Amphorogynaceae. Inga underarter finns listade i Catalogue of Life.